# Велятинська сільська рада
| Велятинська сільська рада — колишній орган місцевого самоврядування у Хустському районі Закарпатської області з адміністративним центром у с. Велятин. Сільській раді були підпорядковані населені пункти: - с. Велятин |

## Склад ради
Рада складалася з 24 депутатів та голови.

## Керівний склад сільської ради
| ПІБ                        | Основні відомості                                                 | Дата обрання | Дата звільнення |
| -------------------------- | ----------------------------------------------------------------- | ------------ | --------------- |
| Лойка Наталія Іванівна     | Сільський голова, 1962 року народження, освіта, позапартійна      | 26.03.2006   | 31.10.2010      |
| Петечел Михайло Михайлович | Сільський голова, 1958 року народження, освіта вища, безпартійний | 31.10.2010   |                 |

Примітка: таблиця складена за даними джерела